# Ballrechten-Dottingen
Ballrechten-Dottingen est une commune allemande du Bade-Wurtemberg située dans le district de Fribourg-en-Brisgau. La commune est composée des villages de Ballrechten et de Dottingen qui ont fusionné en 1971.

## Jumelage
- Beerheide (Allemagne)